# A-Acayipsin
Az A-acayipsin (Hepsi Senin Mi) Tarkan török popénekes második albuma, melyet 1994-ben adott ki az İstanbul Plak kiadó. Az album több mint 2,5 millió példányban kelt el.

## Tracklist
- A-acayipsin (Olyan különös vagy), 1994
  - 1: "Hepsi Senin Mi?" (Ez mind te vagy?) – 3:51
  - 2: "Dön Bebeğim" (Gyere vissza, kedves) – 4:45
  - 3: "Şeytan Azapta" (A sátán a pokolban) – 5:13
  - 4: "Bekle" (Várj) – 5:23
  - 5: "Eyvah" (Ó jaj) – 4:09
  - 6: "Kış Güneşi" (Téli napsugár) – 3:55
  - 7: "Unutmamalı" (Nem szabad elfelejteni) – 5:21
  - 8: "Gül Döktüm Yollarına" (Rózsák lábaid elé) – 4:09
  - 9: "Durum Beter" (A helyzet rosszabb) – 3:33
  - 10: "Gitme" (Ne menj) – 4:37
  - 11: "Seviş Benimle" (Szeretkezz velem) – 5:17
  - 12: "Biz Nereye" (Hová tartunk?) – 5:00

## Albumadatok
- Mixing: Riza Erekli, Pinyo Deneb
- Mastering: Duyal Karagozoğlu
- Kiadó: Onur Ofset
- Fénykép: Sevil Sert

## Vendégzenészek
- Háttérvokál:
  - Cihan Okan
  - Deniz Arçak
  - Ebru Aydın
  - Levent Yüksel
  - Orhan Atasoy
  - Özkan Uğur
  - Riza Erekli
  - Şebnem Ferah
  - Sertab Erener
  - Ümit Sayın
- Zenészek:
  - Zongora – Ozan Çolakoğlu (track 3)
  - akusztikus gitár – Erdem Sokmen, Erdinc Senyaylar
  - basszusgitár – Ismail Soyberk, Levent Yüksel
  - Elektromos gitár – Gur Akad
  - Cselló – Özer Arkun
  - Ud – Erdinc Senyaylar, Levent Yüksel
  - Kanun – Halil Karaduman
  - Vonós hangszerek – Senyaylar Yaylı Grubu
  - Klarinét – Mustafa Suder
  - Fuvola – Levent Altındağ
  - Furulya – Ercan Irmak
  - Ütőhangszerek – Cem Erman
  - Darbuka – Celal-Seyfi Ayta

## Videók
- "Hepsi Senin Mi?"
- "Dön Bebeğim" (A videó első néhány jelenetét kivágták, mert túlságosan erotikusra sikerültek)
- "Şeytan Azapta" (A videót a dal egyik remixverziójára forgatták)
- "Bekle" (Ritkaság, Tarkan szingapúri fellépésekor forgatták)
- "Kış Güneşi" (Tarkan saját családi fotóit láthatjuka  videóban)
- "Unutmamalı"
- "Gül Döktüm Yollarına" (Újév alkalmából egy TV show-nak forgatták)

Amikor a "Hepsi Senin Mi?" átdolgozott verziója megjelent 1999-ben Európában "Şıkıdım" címmel, új videóklipet forgattak hozzá.